# Manfred Clasen (Politiker, 1934)
Manfred Clasen (* 10. August 1934 in Lübeck; † 4. Juni 1992) war ein deutscher rechtsextremer Politiker (DVU).

## Leben
Clasen war von Beruf Bezirksschornsteinfegermeister. Nach der Landtagswahl im April 1992 zog Clasen über die Landesliste der DVU in den Landtag Schleswig-Holsteins ein. Er war vom 5. Mai bis zu seinem Tod am 4. Juni 1992 Mitglied des Landtages. Dort gehörte er dem Sozialausschuss an und war stellvertretendes Mitglied im Innen- und Rechtsausschuss sowie im Umweltausschuss. Clasen, der zuletzt in Kiel lebte, starb an einem Herzinfarkt. Für ihn rückte Ingo Schachtschneider in den Landtag ein.